# Маріо Чальду
Маріо Чальду (ісп. Mario Chaldú, 6 червня 1942, Буенос-Айрес — 1 квітня 2020, Монте-Гранде) — аргентинський футболіст, що грав на позиції нападника.
Виступав, зокрема, за клуб «Банфілд», а також національну збірну Аргентини, з якою став чвертьфіналістом чемпіонату світу.

## Клубна кар'єра
У дорослому футболі дебютував 1961 року виступами за команду «Банфілд», в якій провів п'ять сезонів, три останні — у Прімері.
Згодом грав у складі команд «Сан-Лоренсо» та «Расинг» (Авельянеда), але основним гравцем не був і 1970 року повернувся у «Банфілд».
Завершив ігрову кар'єру у команді «Кімберлей», за яку виступав протягом сезону 1971 року.

## Виступи за збірну
1964 року дебютував в офіційних матчах у складі національної збірної Аргентини, вигравши з командою того року два товариських турніри — Кубок націй та Кубок Карлоса Діттборна, зігравши на турнірах один і два матчі відповідно.
У складі збірної був учасником чемпіонату світу 1966 року в Англії, однак з 4-х матчів Аргентини на турнірі Чальду не з'являвся в жодному з них.
Всього протягом кар'єри у національній команді, яка тривала 3 роки, провів у її формі 5 матчів.
Помер 1 квітня 2020 року на 78-му році життя у місті Монте-Гранде в клініці Монте-Гранде, де лікувався від лімфоми.

### Перелік матчів
| Дата            | Стадіон                      | Турнір                  | Рахунок | Суперник |
| --------------- | ---------------------------- | ----------------------- | ------- | -------- |
| 6 червня 1964   | «Маракана»                   | Кубок націй             | 1:0     | Англія   |
| 24 вересня 1964 | «Монументаль»                | Кубок Карлоса Діттборна | 5:0     | Чилі     |
| 14 жовтня 1964  | Національний стадіон         | Кубок Карлоса Діттборна | 1:1     | Чилі     |
| 9 червня 1965   | «Маракана»                   | Товариський матч        | 0:0     | Бразилія |
| 22 червня 1966  | Олімпійський стадіон (Турин) | Товариський матч        | 0:3     | Італія   |